# Boulevard Saint-Marceaux
Pour les articles homonymes, voir Saint-Marceaux.
Le  boulevard Saint-Marceaux  est une voie de la commune de Reims, située au sein du département de la Marne, en région Grand Est.

## Situation et accès
Le boulevard Saint-Marceaux appartient administrativement au quartier Barbâtre - Saint-Remi - Verrerie.

## Origine du nom
La voie honore la famille Saint-Marceaux : l'ancien maire de la ville Augustin de Saint-Marceaux et son petit-fils René de Saint-Marceaux, sculpteur.

## Historique
Avec l’essor des tissages et industrialisation du XIXe siècle, la rue nouvelle accueille des usines comme celle des Anglais ou tissage Holden. Dénommé boulevard Saint-Marceaux en 1885, il a subi de grandes modifications avec les reconstructions d'après Grande Guerre.

## Bâtiments remarquables et lieux de mémoire

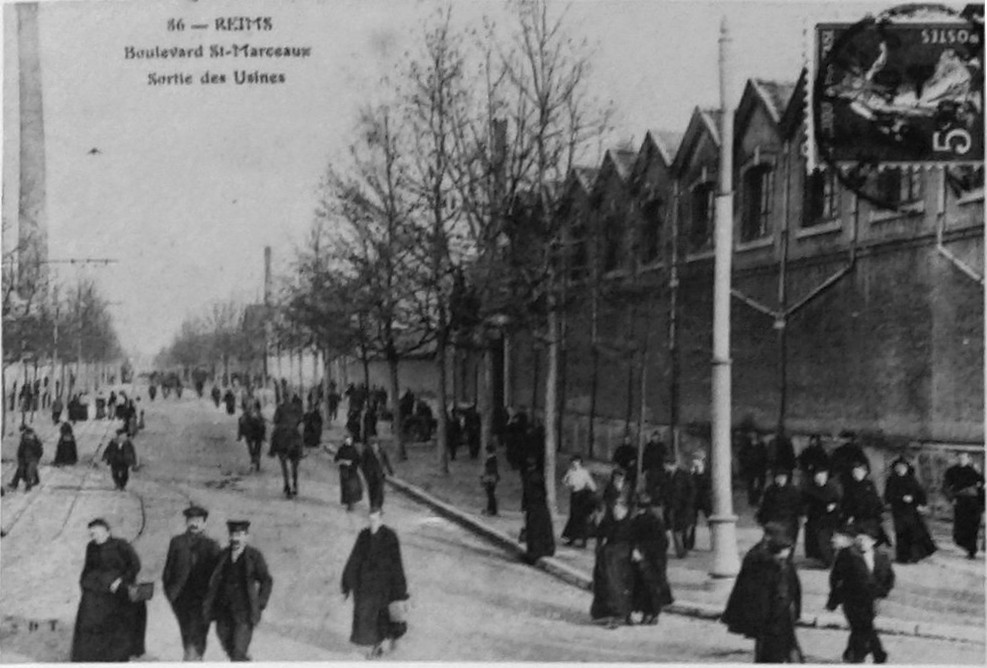
Sortie d'usine au début du XXe siècle.
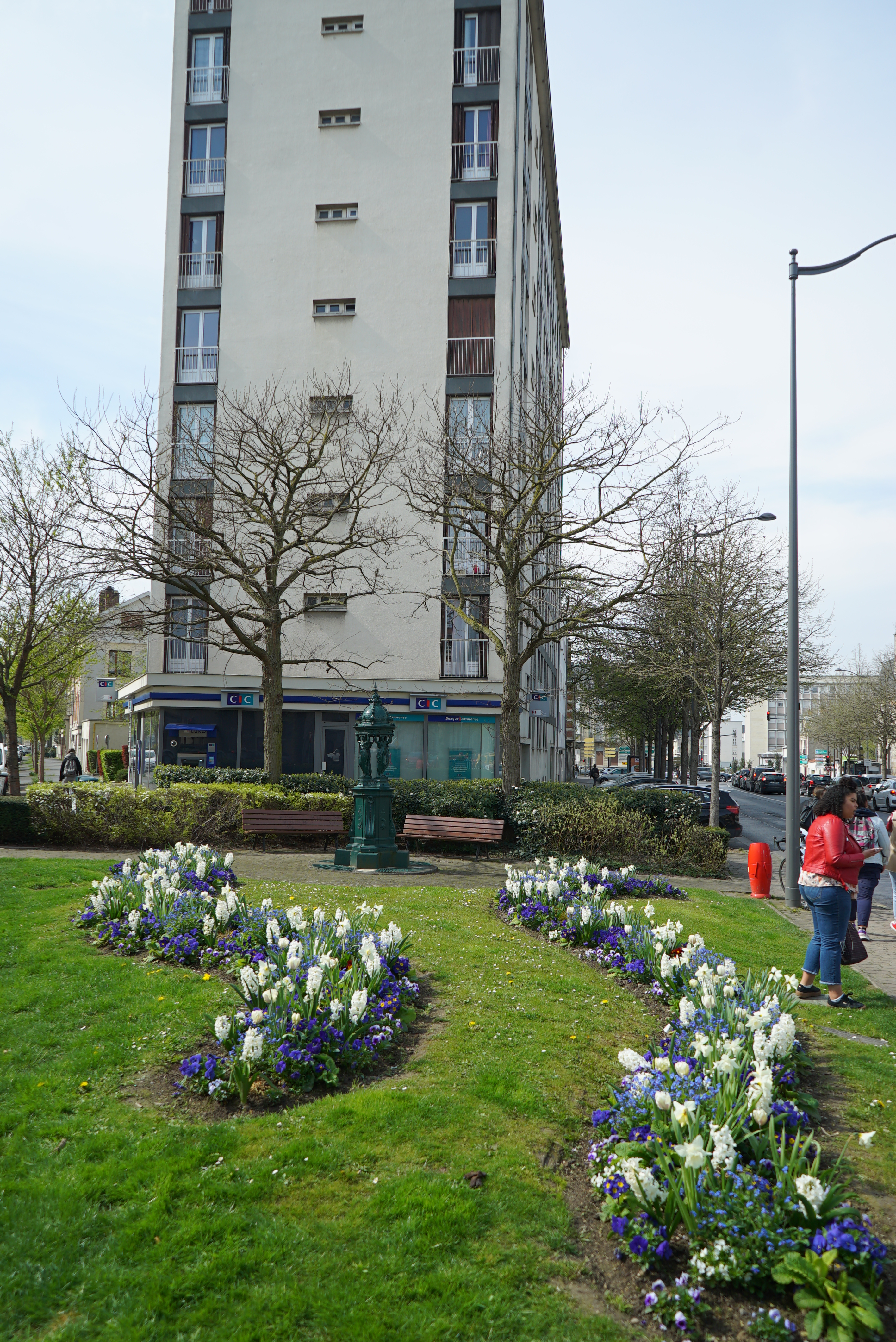
Fontaine Wallace et
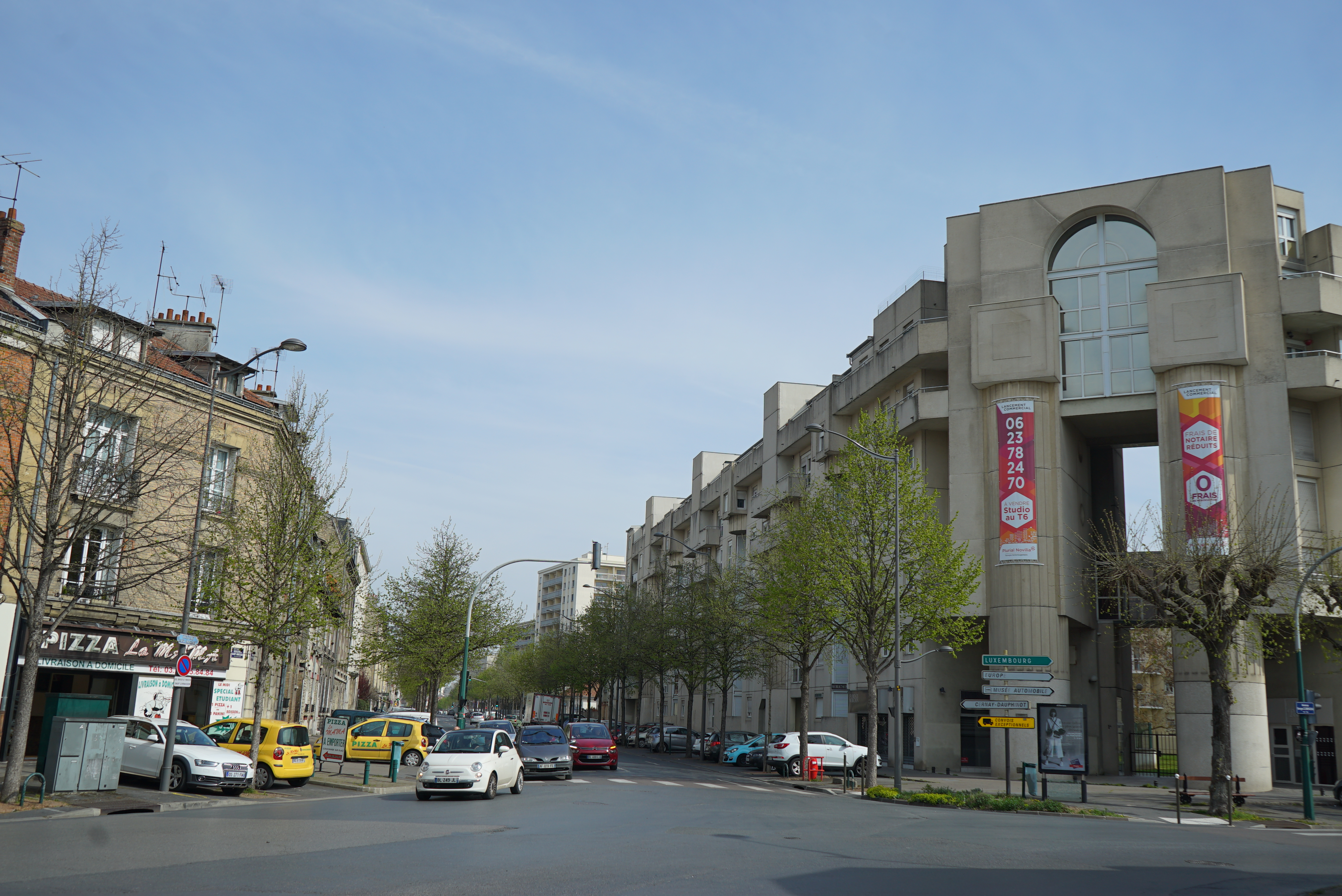
angles rues Clemenceau et Vaillant.